# Stetind
Stetind (forma oficial en los mapas: Stetinden; en idioma sami: Stádda) es una montaña de Tysfjord, Nordland, Noruega.
En 2002 fue votada como la montaña nacional del país.
Los primeros intentos serios de escalar la montaña fueron del alemán Paul Güssfeldt y el noruego Martin Ekroll durante el verano de 1888; tras ellos llegaron el danés Carl Hall y el guía noruego  Mathias Soggemoen, quienes lo intentaron en 1889. Ya en el siglo XX, William Cecil Slingsby tampoco lo consiguió. No fue hasta el 30 de julio de 1910 cuando Ferdinand Schjelderup, Carl Wilhelm Rubenson y Alf Bonnevie Bryn lograron finalmente llegar a la cumbre. Arne Næss, Ralph Høibakk y K. Friis Baasted lo escalaron en invierno por primera vez en 1963 por su cara este. También Arne Næss, junto a otros cuatro escaladores, fue en 1966 el primero en hacer cumbre por su cara oeste.

## Enlaces externos

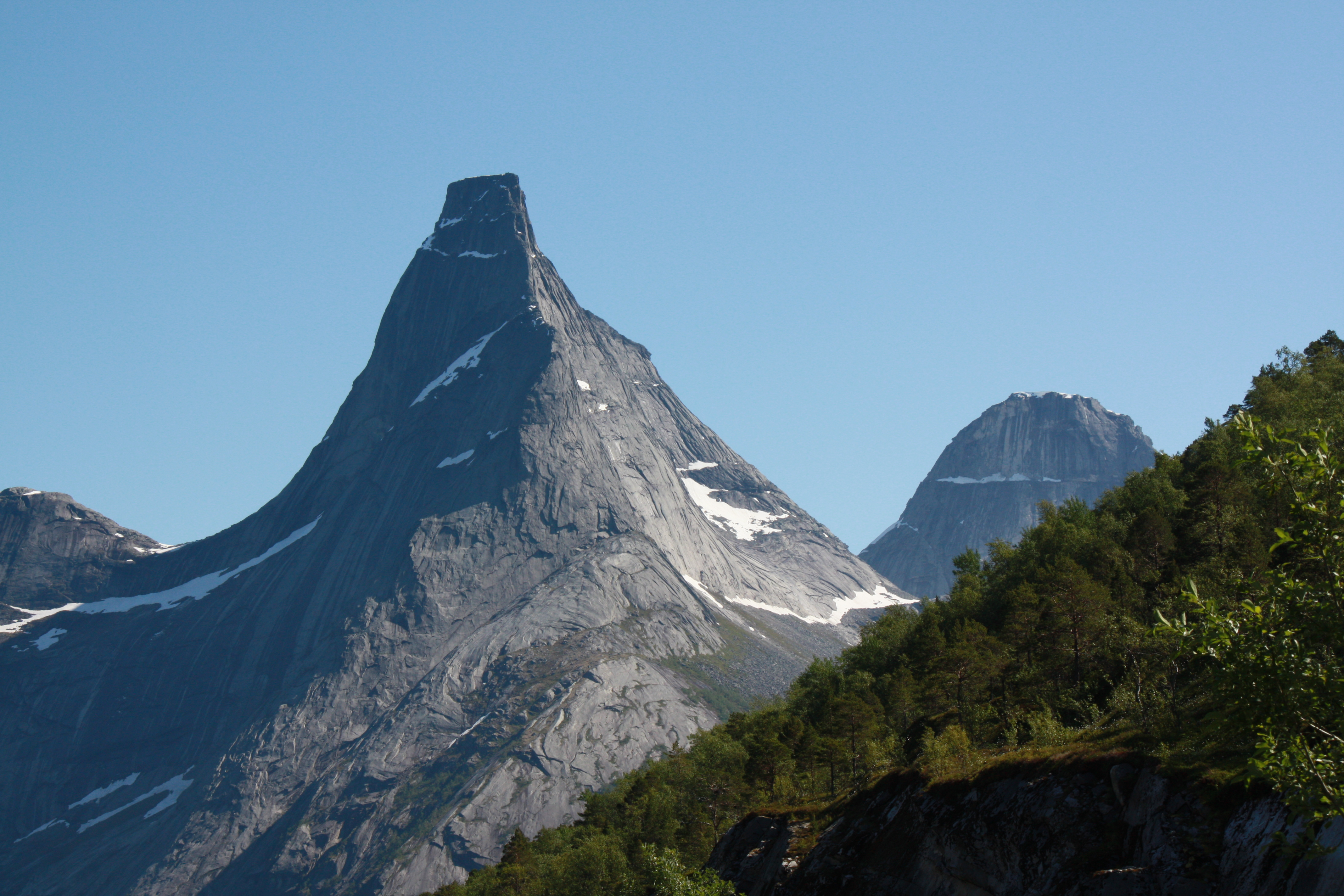
Stetind, junio de 2009